# Eddy Capron
Eddy Capron (født 15. januar 1971 på Martinique) er en fransk tidligere fodboldspiller (forsvarer).
Capron tilbragte hele sin 14 år lange karriere i hjemlandet, hvor han blandt andet spillet syv sæsoner hos FC Nantes. Her var han med til at vinde det franske mesterskab i 1995. Han spillede senere også for Rennes, Sedan og Le Mans.

## Titler
Ligue 1
- 1995 med Nantes